# إلياس كيز
إلياس كيز هو قاضي ومحامي وسياسي أمريكي، ولد في 14 أبريل 1758 في بروفيدنس في الولايات المتحدة، وتوفي في 9 يوليو 1844 في ستوكبريدج في الولايات المتحدة. نشط حزبياً في الحزب الجمهوري الديمقراطي. وقد انتخب عضو مجلس نواب فيرمونت ‏ وانتخب عضو مجلس النواب الأمريكي ‏.